# 山梨村
山梨村（やまなしむら）は山梨県東山梨郡にあった村。現在の山梨市南西部、笛吹川右岸、中央本線および国道140号沿線にあたる。

## 地理
- 河川：笛吹川

## 歴史
- 1942年（昭和17年）7月1日 - 平等村・上万力村が合併して山梨村が発足。
- 1954年（昭和29年）7月1日 - 日下部町・加納岩町・八幡村・岩手村・後屋敷村・日川村と合併して山梨市が発足。同日山梨村廃止。

## 村長
- 初代 根津啓吉[1]

## 交通

### 鉄道路線
村域を日本国有鉄道中央本線が通過したが、駅は所在しなかった。

### 道路
- 国道140号